# 桑給巴爾

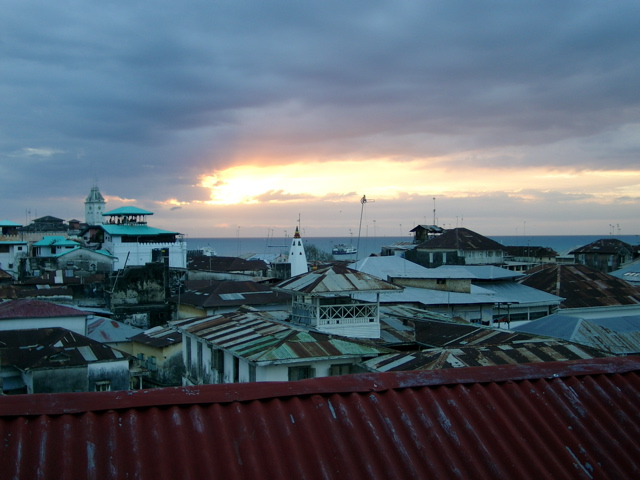
桑給巴爾一景

桑給巴爾（斯瓦希里语：Jamhuri ya Watu wa Zanzibar，羅馬化：Zinjibār），早期也譯作桑其巴魯，是位於東非坦桑尼亞聯合共和國東部的半自治区，包括印度洋的桑给巴尔群岛，距离大陆25—50公里，包括了许多小岛和两个主要大岛：温古贾岛（主岛，通常非正式称为“桑給巴爾岛”，面积1651km²），另一个是奔巴岛（面积980km²）。桑給巴爾一度為独立的岛屿，与阿拉伯世界有着悠久的贸易史，于1964年与坦噶尼喀合并组成坦桑尼亞。桑給巴爾的首府位于安古迦岛的桑给巴尔市，老区是著名的石头城，因其独特的历史文化价值列为世界遗产。近年間興起的旅遊新熱點。島上融匯着非洲傳統黑人文化、伊斯蘭文化及印度文化的混合，是這裡的一大特色。桑给巴尔的主要工业包括香料、棕榈属酒椰以及旅游业。因其在世界丁香生产中的重要性（其曾是世界第一大生产地）而获得了香料群岛的称号（印度尼西亚的马鲁古群岛也有此称谓），其他还有肉豆蔻、桂皮和黑胡椒。其生态环境以拥有特有的桑给巴尔疣猴和桑给巴尔豹而闻名于世。

## 詞源
“桑给巴尔”（Zanzibar）这个名字可能来源于波斯语「زنگبار」（zangbâr），由「津芝」（زنگ  ；Zang，黑色）和「海岸」（بار  ；bâr）二字組成，最终是意指“黑人海岸”；傳入阿拉伯语後成為「زنجبار」（Zanji-bar）。還有更多的地名推論最終引向“黑人海岸”或相類近的意思，參照到當地居民的黑皮膚。

## 歷史

### 1498年以前
細石器的發現顯示桑给巴尔住人已經有最少20,000年歷史，處於後期石器時代（LSA，一個非洲專用的時代劃分）的開始。

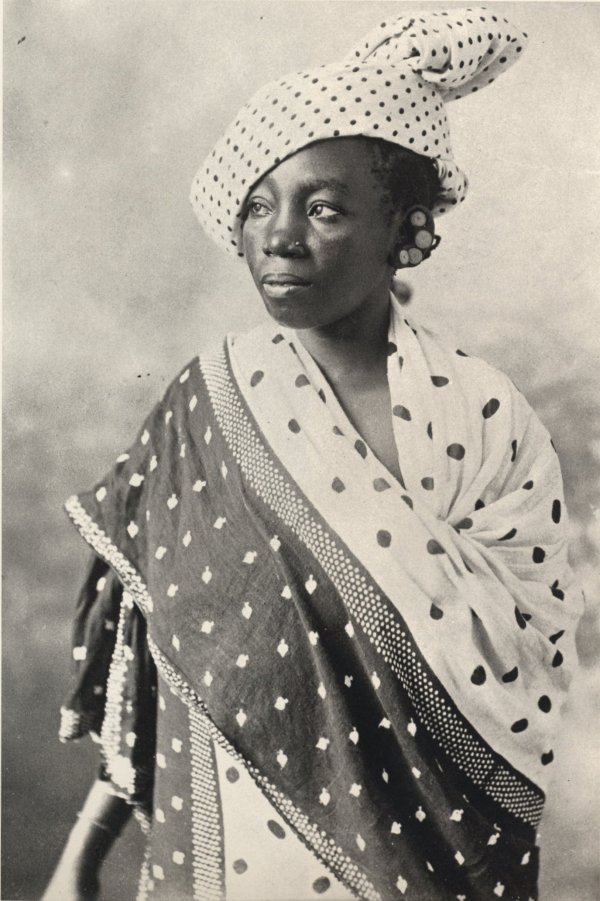
一位桑给巴尔女性（约摄于1890年）

有關桑给巴尔的文字記載最早見於《爱利脱利亚海周航记》（公元一世紀至三世紀），其中提及的梅努西亞斯島被認為是今日桑给巴尔。桑給巴爾，類似附近的海岸地帶，於公元一千紀期間遷入了班圖人。在桑給巴爾西北角的福卡尼考古發現，表明6世紀已存在定居的漁農業社會。發現的大量抹灰籬笆牆表明有木造建築。而且還發現了貝殼珠、磨珠機和鐵渣。有證據顯示當地有限度地參與了長途貿易：已發現少量進口陶器，不到總陶器發現量的1％，主要是從波斯灣地區來的，其歷史可追溯至5至8世紀。與姆科托尼和達累斯薩拉姆等當代遺址的相似之處表明，社區已形成統一的群體，發展成沿海海洋文化的第一個中心。這些沿海城市看來從早期就開始參與印度洋和非洲內陸貿易。考古證據推論約於八至十世紀時桑給巴爾已成為東非斯瓦希里海岸印度洋貿易據點的中心:46，波斯人、阿拉伯人和印度人將此處視為環印度洋貿易中轉站和防禦據點，桑給巴爾因此積累的大量財富並形成城邦國家。
在附近奔巴島的發掘工作，尤其是在拉穆群島的發掘工作，為建築發展提供了最清晰的畫面。最早期的建築是木造的（約1050年），後來用上泥土和珊瑚壁（約1150年）。這些房屋不斷用更加永久的材料重建。到了13世紀，房屋是用石造的，並用泥漿粘合，而14世紀出現用石灰粘結石材。只有較富裕的貴族會建造石和石灰製的房屋，這種材料的強度允許了平屋頂，而大多數人口則居住在與11世紀和12世紀類似的單層茅草房中。根據湯姆·米德爾頓和馬克·查特文·霍頓的說法，這些石屋的建築風格沒有阿拉伯或波斯元素，應被視為當地本土建築的完全本土化發展。雖然桑給巴爾石頭城的許多建築在阿曼統治期間進行了重建，不過附近的遺址闡明了斯瓦希里和桑給巴爾在15世紀之前的建築總體發展。:119
根據中國歷史記載，早於南宋時期，中國已經與桑给巴尔的居民有貿易往來，如《嶺外代答》記曰「崑崙層期國」、《諸蕃志》稱之為「層拔國」、《文獻通考·三三二》、《宋史·四九零》記「層檀」、《島夷志略》記「層搖羅」等，記載島上居民有信奉回教的阿拉伯人，還有來自非洲的黑人居民。島上曾發掘出中國古青花瓷器及宋代銅錢。

### 葡萄牙殖民

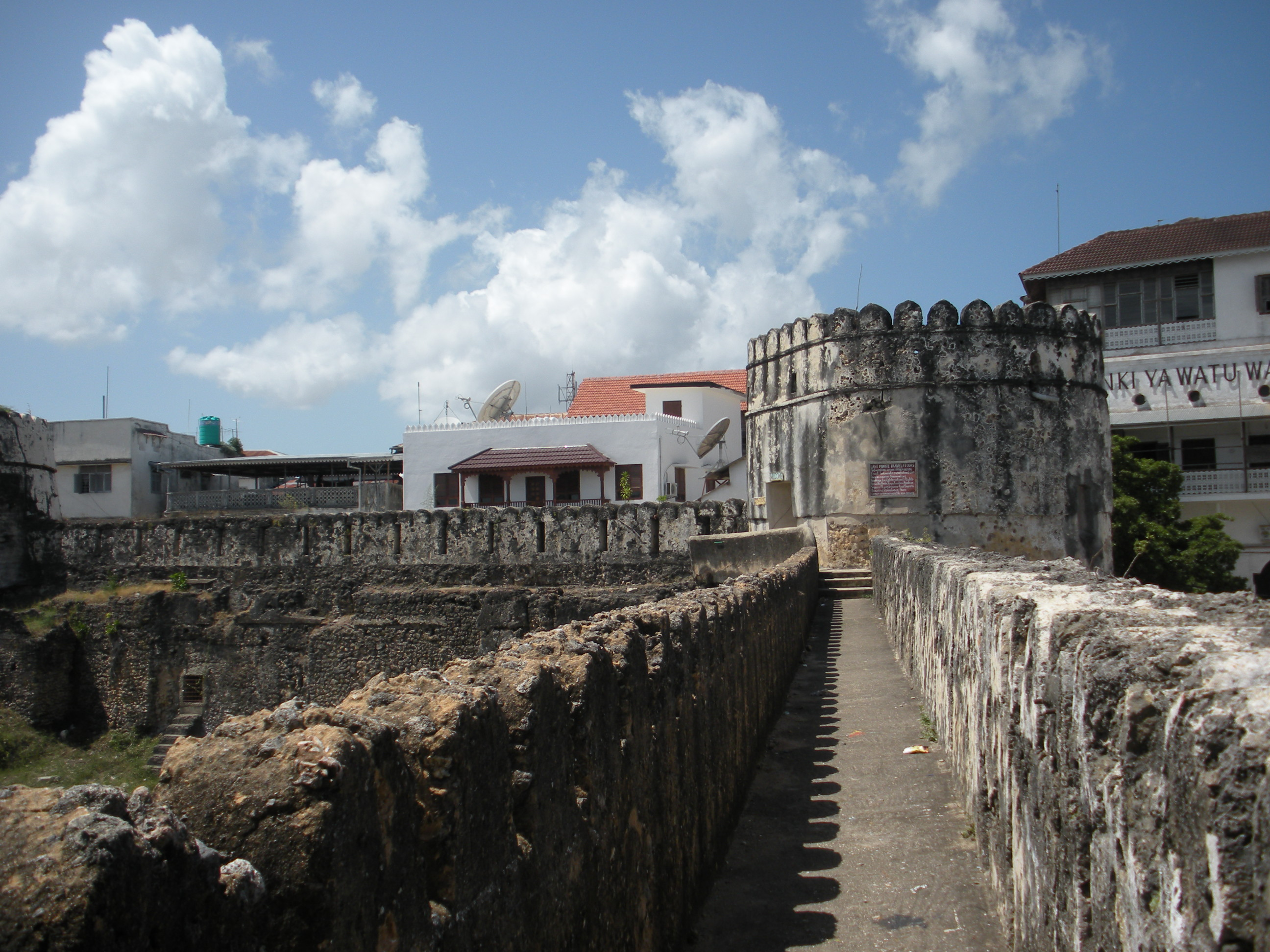
桑给巴尔古堡

1498年，瓦斯科·達伽馬的到來標誌著歐洲影響力進入桑给巴尔。1503年或04年，魯伊·洛倫索·拉瓦斯科·馬克斯船長登陸並要求蘇丹獻貢，以換取和平，從此桑给巴尔成為葡萄牙帝國的一部分。:99桑给巴尔有近200年時間成為葡萄牙的領土。最初它成為葡萄牙阿拉伯省和埃塞俄比亞省的一部分，由總督管理。大約1571年，桑给巴尔成為葡萄牙帝國西區的一部分，由莫桑比克管理。:15然而，葡萄牙沒有採取直接統治。1591年，第一艘到訪當地的英國船愛德華·博納文圖爾號，發現島上並未有葡國堡壘與駐軍。他們的佔領地僅是一個貿易倉庫，他們在那裡購買產品，收集並運往莫桑比克。在其他方面，該島的事務由當地『國王』管理:81。這寬鬆政策於1635年結束，作為前幾年蒙巴萨蘇丹屠殺葡國居民的回應，葡國於奔巴島興建了軍事要塞。葡國長久以來把奔巴島視為麻煩地，經常發動蒙巴萨的反葡叛亂。:85
溫古賈蘇丹的確切起源尚未知曉，但他們的首都溫古賈烏庫據信是座廣闊的城鎮。它由當地人建立，主要用容易腐爛的材料作建築。:89
一開始葡萄牙採取間接統治，並未在島上修建堡壘與駐軍，與當地說阿拉伯語穆斯林菁英關係十分緊張。直到1635年，作為蒙巴萨蘇丹屠殺葡萄牙居民的回應，葡萄牙採取直接統治，派任總督與修建軍事要塞，收緊貿易和政治權力的舉動造成當地統治菁英的更加不滿，求助於阿曼蘇丹來驅趕歐洲勢力:9。

### 桑給巴爾蘇丹國
1698年，桑给巴尔成為阿曼的勢力範圍，有別於葡萄牙人與當地人的征服者與被征服者關係，阿曼被桑给巴尔人視為商業上有力的贊助人，並主動邀請阿曼人移居當地。
十九世紀初，英國開始推行廢止奴隸販賣政策，而桑给巴尔作為西印度洋奴隸交易中心首當其衝。1822年，英國與阿曼蘇丹國簽訂莫雷斯比條約，限制阿曼對外奴隸交易的範圍，為了補充市場縮小的損失，阿曼蘇丹轉而發展對內奴隸交易。1832年，阿曼將首都遷移至桑给巴尔石头城，並獎勵丁香種植園發展。1856年，阿曼蘇丹赛义德·本·苏尔坦去世，王位之爭把阿曼一分為二，兩個兒子瓜分了阿曼本部和桑给巴尔，桑給巴爾蘇丹國從此建立。領地除了温古贾岛和奔巴岛外，還包含東非沿岸的津芝以及遠達刚果河畔金杜的貿易路線，但至1886年，兩島之外的大陸領地在英國與德國的合謀下已皆盡喪失。1890年，桑給巴爾蘇丹國成為英國的保護國。

### 桑給巴爾革命及聯合坦噶尼喀
1963年12月10日，英国結束桑给巴尔的保護國地位，桑给巴尔苏丹国重新成為主權國家。1964年，在苏联、中华人民共和国、北朝鮮和东德的资助下，桑给巴尔的君主制被推翻，成立人民共和國，一個由非洲-设拉子党主導的社會主義國家，期间发生了震惊世界的大屠杀，并被意大利纪录片团队从空中拍摄记录。
同年4月26日，共和國與坦噶尼喀聯合，成立「桑给巴尔和坦噶尼喀聯合共和國」，後來混合兩地名稱，把國名更改為「坦桑尼亚聯合共和國」，而桑给巴尔保持自治地位。

桑给巴尔苏丹国 1963及之前
桑给巴尔苏丹国 1963-1964
桑给巴尔人民共和国 1964
桑给巴尔和奔巴人民共和国 1964

## 人口
2022年，桑给巴尔總人口為1,889,773，而最大城市桑给巴尔市的人口為219,007。
三分之二的人口居住在主島温古贾岛上，主要住在人口稠密的西部。城市以外的人，多為居住於小村落中，並從事農耕或捕魚。
奔巴岛人口為543,441。島上最大城市是查凱查凱，2022年人為52,047。
马菲亚岛是桑给巴尔群岛的其餘一個主島，但是就由內地（坦噶尼喀）管轄，總人口66,180。
| 調查 | 人口      |
| ---- | --------- |
| 1978 | 476,111   |
| 1988 | 640,685   |
| 2002 | 981,754   |
| 2012 | 1,303,569 |
| 2022 | 1,889,773 |

### 民族來源
桑给巴尔人口非常多元。第一批永久居民於公元1000年從非洲大陸的大湖地區移入，就是班圖人，是哈迪姆人和通巴圖人的祖先。他們在內陸就與其他族群相融，而來了島上，他們一般住在小村落之中。他們沒有發展成更大的政治單位。
在1960年代初的桑给巴尔短暫獨立期間，主要的政治分歧是在佔人口約56％的設拉子人（桑給巴爾非洲人）和約佔17％的桑給巴爾阿拉伯人之間。今天，桑给巴尔的主體民族是斯瓦希里人，班圖人的分支。當地也有顯著的阿拉伯人口，以及少數波斯人、索馬里人和印度人。

## 語言
桑给巴尔人講斯瓦希里語，是班圖語於非洲大湖區特有的分支。斯瓦希里語是實際上坦桑尼亚的民族語言和官方語言。許多本地人都有使用阿拉伯語、英語、意大利語和法語。在桑给巴尔的斯瓦希里語方言是基溫古賈語。基溫古賈方言享有標準斯瓦希里語的地位，除了坦桑尼亚還有任何有講斯瓦希里語的國家。它有大量阿拉伯借字。

#### 阿拉伯語
桑给巴尔有三種阿拉伯語在使用：標準阿拉伯語、阿曼阿拉伯語和哈德拉茂阿拉伯语。各變體也正在消亡，雖然當中有較多的人在用阿曼變體。相反，標準阿拉伯語，傳統上與《古蘭經》和伊斯蘭信仰相關的變體，無論是在桑给巴尔的阿拉伯人還是穆斯林後裔也大受歡迎。不過，極少人能精通標準阿拉伯語。這源於進取的斯瓦希里化政策，而雖然阿拉伯語曾經享有聲望和重要性，至今它幾近從群島消失。

## 政治
作為坦桑尼亚的一個自治區，桑给巴尔擁有自己的政府，稱為桑给巴尔革命政府，政府首脑是桑给巴尔总统。立法機關為桑给巴尔众议院。
桑給巴爾劃分為5個區。温古贾岛有三個區：尚吉巴北區、尚吉巴城市西區和尚吉巴南區。奔巴島有兩個區：北奔巴區和南奔巴區。

## 宗教
| 桑给巴尔宗教（2024估計）       | 桑给巴尔宗教（2024估計） | 桑给巴尔宗教（2024估計） | 桑给巴尔宗教（2024估計） | 桑给巴尔宗教（2024估計） |
| ------------------------------ | ------------------------ | ------------------------ | ------------------------ | ------------------------ |
|                                |                          |                          |                          |                          |
| 伊斯蘭教                       | 伊斯蘭教                 |                          | 98%                      | 98%                      |
| 基督教                         | 基督教                   |                          | 1.16%                    | 1.16%                    |
| 原始信仰                       | 原始信仰                 |                          | 0.84%                    | 0.84%                    |
| 資料來源：CIA World Factbook。 |                          |                          |                          |                          |

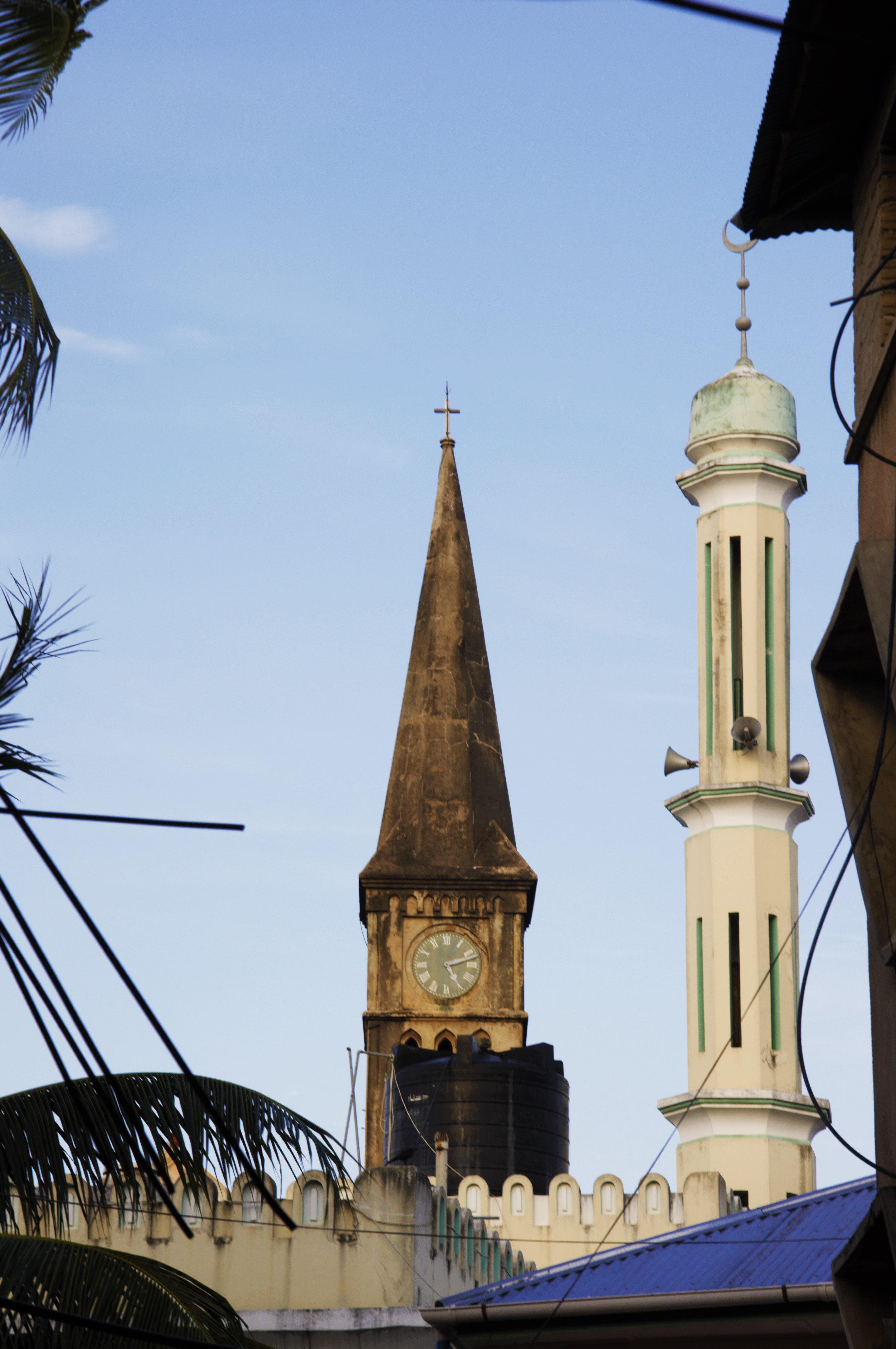
石頭城的主要清真寺和聖公會基督教堂

桑给巴尔人口幾乎全為穆斯林，並有一個22 000人的基督教少數社群。 其他顯著宗教類別包括印度教、耆那教和錫克教。
英國聖公會桑给巴尔教區創立於1892年。第一位桑给巴尔主教是查爾斯·斯梅提斯，從尼亞薩蘭調來。位於桑给巴尔市石頭城的聖公會基督教堂是重要的地標和國家遺產。
聖公會基督教堂在20世紀末期狀況不佳，但於2016年全面修復，耗資一百萬歐元，並增設世界遺產遊客中心。修復工作得到坦桑尼亚和桑给巴尔政府的支持，並由教區夥同世界文化遺產基金會進行監督。尖頂、時鐘和歷史悠久的威利斯管風琴的修復工作仍在進行。歷史上，教區包括了坦噶尼喀的大陸地區。1963年，更名為「桑给巴尔及達累斯薩拉姆教區」。兩年後的1965年，達累斯薩拉姆成為獨立的教區。原來的管轄區改名為「桑给巴尔及坦噶教區」。2001年，與大陸的聯繫終於結束，成為現在所說的桑给巴尔教區。教區包括鄰近奔巴島上的教區居民。從1892年至今，共有十位主教在該教區任職過。現任主教為邁可·哈菲德。它是坦桑尼亞省的一部分，隸屬於位於杜篤瑪的全坦桑尼亚大主教。
天主教桑給巴爾教區，總部位於石頭城聖若瑟主教座堂，創立於1980年。桑給巴爾的宗座代牧於1906年成立，來自更大的東非教區。但於1953年被鎮壓，因這片土地被肯尼亚教會控制，後來在1964年獨立後恢復。教會於1980年恰好復活節前在當地建立了教區。現任教區主教為奧古斯丁·紹爾。桑给巴尔屬於達累斯薩拉姆總教區，隸屬在達累斯薩拉姆的總主教。
2005年開始，有一個跨宗教組織稱為宗教領袖和平聯合委員會，有來自回教機構的代表，例如伊斯蘭教法（卡迪法院）、宗教財產（瓦合甫和信託委員會）、教育（穆斯林學院）和穆夫提辦公室，以及羅馬天主教、聖公會和路德宗的代表。

## 獨立運動
在坦桑尼亞聯合共和國一名中，「坦」是指位於內陸的坦噶尼喀，「尚」則是桑给巴尔。該群島原是伊斯蘭勢力範圍，曾是阿拉伯半島阿曼蘇丹國成員，今天仍保存昔日的蘇丹王宮。後來桑给巴尔從阿曼分裂，成為英國保護國，1963年獲得獨立，蘇丹崛起，但1個月後發生政變，隨後被併入坦桑尼亚。
當時坦桑尼亚合併時，原本是希望得到經濟整合的利益，過去中华人民共和国大幅援助坦桑尼亚，桑島亦受因此受惠，島上的體育館今天還是以毛澤東命名，但隨著經濟未能改善及伊斯蘭教復興，該島在1990年代亦提出獨立和加入伊斯兰合作组织的要求。
現時坦桑尼亚桑给巴尔同樣採用單一制，桑島擁有高度自治的政府、議會，甚至有民選總統，呈現越洋走回阿拉伯國家世界的姿態，脫離了非洲大陸政治的地緣軌迹。另外，桑给巴尔亦有其國家足球隊。